# Jagienna
Jagienna – wieś w Polsce, położona w województwie opolskim, w powiecie namysłowskim, w gminie Pokój.
Jagienna jest sołectwem od 2024 roku.  
Do 2024 r. miejscowość była częścią wsi Domaradz. W latach 1975–1998 Jagienna administracyjnie należała do ówczesnego województwa opolskiego.